# Ronde van de Limousin-Périgord-Nouvelle Aquitaine
De Ronde van de Limousin-Périgord-Nouvelle Aquitaine (Frans: Tour du Limousin-Périgord-Nouvelle Aquitaine), tot 2018 Ronde van de Limousin en tot 2022 Ronde van de Limousin-Nouvelle-Aquitaine, is een vierdaagse wielerwedstrijd in de regio Limousin, Frankrijk. De wedstrijd maakt deel uit van de UCI Europe Tour en is daarin door de Internationale Wielerunie geclassificeerd als categorie 2.1.

## Geschiedenis
In de eerste zeven jaar was het een wedstrijd voor amateurs. Vanaf 1975 stond de wedstrijd juist alleen open voor profwielrenners en sinds 1981 mogen beide groepen coureurs meedoen. Aan de wedstrijd verschijnen vooral Franse ploegen aan de start, waardoor vooral Franse renners op de hoogste positie van het eindpodium in Limoges hebben gestaan.
Aankomst is altijd in de voorkant van het Paleis van Sports Beaublanc (Bosc Blanc in het Occitaans) is gelegen in het sportpark in de stad Limoges. Het werd gemaakt in 1981. Het herbergt club basketbal CSP Limoges en diverse sportieve evenementen (Davis Cup, Fed Cup tennis wedstrijden van het basketbal en handbal vrouw). Bij de dood van Albert Chaminade is op initiatief van de bijzondere vorm van het Sportpaleis dak - vormige golf in 2009, werd besloten dat zijn lichaam onder de gedenksteen voor de ingang van het Sportpaleis dit worden gezet werd door de socialistische burgemeester van Limoges (1990-2014) en MP Alain Rodet, of elk jaar in november aanvaard is er een gedenkteken aan zijn geheugen en aan de doden atleten voor Frankrijk.

## Lijst van winnaars

### Meervoudige winnaars
| Overwinningen | Renner           | Land      | Jaren      |
| ------------- | ---------------- | --------- | ---------- |
| 2             | Francis Dubreuil | Frankrijk | 1971, 1973 |
| 2             | Bernard Hinault  | Frankrijk | 1976, 1977 |
| 2             | Charly Mottet    | Frankrijk | 1987, 1993 |
| 2             | Patrice Halgand  | Frankrijk | 2000, 2002 |
| 2             | Pierrick Fédrigo | Frankrijk | 2004, 2007 |

### Overwinningen per land
| Overwinningen | Land |
| ------------- | --- |
| 39            | Frankrijk |
| 4             | Italië |
| 2             | België |
| 1             | Colombia, Denemarken, Duitsland, Estland, Japan, Oekraïne, Polen, Sovjet-Unie, Spanje, Verenigde Staten, Zweden, Zwitserland |

## Vrouwen
De Tour féminin en Limousin werd tussen 1995 en 2013 negentien keer verreden door vrouwen. De rittenkoers behoorde tot de UCI 2.2 categorie en droeg de volgende namen: Tour féminin de la Haute-Vienne, Tour féminin de la Haute-Vienne en Limousin en Tour féminin Haute-Vienne et Creuse en Limousin. Tot 2005 behoorde de wedstrijd tot de Franse nationale kalender. Van de eerste elf edities werden er dan ook vijf door een française gewonnen. De Nederlandse Marianne Vos won in 2006 en 2012 en de Belgische Grace Verbeke won in 2009.
| Jaar | Winnaar                   | Tweede                | Derde                     |
| ---- | ------------------------- | --------------------- | ------------------------- |
| 1995 | Laurence Leboucher        | Sophie Quinanzoni     | Chantal Gorostegui        |
| 1996 | Elisabeth Tadich          | Jocelyne Messori-Hugi | Sophie Swaertvaeger       |
| 1997 | Teodora Ruano             | Chantal Gorostegui    | Nicole Royer              |
| 1998 | Diana Rast                | Maryline Salvetat     | Alexandra Balher          |
| 1999 | Kym Shirley               | Géraldine Loewenguth  | Élisabeth Chevanne-Brunel |
| 2000 | Laurence Leboucher        | Sophie Creux          | Élisabeth Chevanne-Brunel |
| 2001 | Béatrice Thomas           | Zlatica Gavlakova     | Ine Wannijn               |
| 2002 | Emma James                | Miho Oki              | Karine Dalmais            |
| 2003 | Élisabeth Chevanne-Brunel | Emma James            | Loes Gunnewijk            |
| 2004 | Annette Beutler           | Alexandra Le Henaff   | Emma James                |
| 2005 | Edwige Pitel              | Veronica Andreasson   | Sharon van Essen          |
| 2006 | Marianne Vos              | Svetlana Boubnenkova  | Silvia Valsecchi          |
| 2007 | Sigrid Corneo*            | Olivia Gollan         | Julia Martisova           |
| 2008 | Natalia Boyarskaya        | Edwige Pitel          | Julia Martisova           |
| 2009 | Grace Verbeke             | Ruth Corset           | Alexandra Burchenkova     |
| 2010 | Grete Treier              | Ruth Corset           | Edwige Pitel              |
| 2011 | Grete Treier              | Tatiana Antoshina     | Grace Verbeke             |
| 2012 | Marianne Vos              | Alena Amialiusik      | Loes Gunnewijk            |
| 2013 | Katarzyna Pawłowska       | Tatiana Antoshina     | Edwige Pitel              |

* De Russische Svetlana Boubnenkova won aanvankelijk het eindklassement en twee etappes, maar werd gediskwalificeerd door de UCI.

### Meervoudige winnaars
| Overwinningen | Renner             | Land      | Jaren      |
| ------------- | ------------------ | --------- | ---------- |
| 2             | Laurence Leboucher | Frankrijk | 1995, 2000 |
| 2             | Grete Treier       | Estland   | 2010, 2011 |
| 2             | Marianne Vos       | Nederland | 2006, 2012 |

### Overwinningen per land
| Overwinningen | Land                                   |
| ------------- | -------------------------------------- |
| 5             | Frankrijk                              |
| 3             | Australië                              |
| 2             | Estland, Nederland, Zwitserland        |
| 1             | België, Italië, Polen, Rusland, Spanje |